# ستيفان غونارسون
ستيفان غونارسون (بالسويدية: Stefan Gunnarsson)‏ هو عازف بيانو وموسيقي سويدي، ولد في 24 أكتوبر 1968.